# -ana
-(i)ana, als Endung zu einem Eigennamen gefügt, ist die historische Bezeichnung einer Sammlung von Aussprüchen, Musikstücken, Witzworten, Urteilen, Notizen oder Anekdoten, welche den Träger jenes Namens entweder unmittelbar betreffen, auf ihn als Quelle zurückgehen oder als Hommage auf ihn bezogen sind.
Beispiele: Gallettiana, Husserliana, Johnsoniana, Taubmanniana, Marquardtiana, Kreisleriana, Bachianas brasileiras.
Die Endung ist lateinischen Ursprungs und der Plural Neutrum zur Endung -anum. So heißen Gebäude der Hallenser Universität „Thomasianum“ und „Melanchthonianum“.

## Geschichte
Diese Art von Sammlungen scheinen im 17. Jahrhundert zuerst in Frankreich aufgekommen zu sein (Scaligerana, 1666) und wurde später auch in Deutschland, Holland, Dänemark, England und Nordamerika nachgeahmt. Einesteils konnte man die Veröffentlichung durch den großen Namen eines Verstorbenen vor der Zensur schützen, vielfach folgte die Benennung aber einfach nur einer Mode. Zwar hat diese Mode Ende des 19. Jahrhunderts an Beliebtheit verloren und ist im 20. Jahrhundert (von Wiederveröffentlichungen abgesehen) ganz eingeschlafen, doch als Kreuzworträtselfrage erfreut sich „Sammlung von Aussprüchen“ ungebrochener Popularität.